# 돌아온 손오공
"돌아온 손오공 - 동훈별곡"은 한국에서 제작된 은희복 감독의 1990년 SF, 모험 영화이다. 이원승 등이 주연으로 출연하였고 문여송 등이 제작에 참여하였다.

## 출연

### 주연
- 이원승
- 김선경
- 원준

## 기타
- 조명: 최원근
- 미술: 한일진흥